# 占米话
占米话，又称尖米话、粘米话、祖公话，是一种混合型漢語方言，是古惠州府归善、海丰、博罗一带居民对母语的自称。主要分布在广东省汕尾市西南部（海丰县、陆丰市）和深圳市东部。这种方言融合了白话、客家话、福佬话的特点，形成了一种特殊的语言形式；占米话中保留了大量古语词，是一种濒危语言。
占米話使用人口大约有20多万，主要分布于深圳市深汕合作区与惠州部分乡镇的村落，该区域各镇的占米话人口有1万至2万人不等，深圳坪山新区的个别村落中也有这种方言，但当地还能说这种方言的人仅剩十几人。

## 概要
占米话保留了较多粤语成分，也有些与客家话相同的特点，并显示出受闽南话影响的痕迹。若结合词汇系统，则显得比较复杂。语音方面，它与广州话在听感上的相似性及声韵比较数据所显示出来的同一性。同时占米话也有些与客家话相同的语音特点，并显示出受闽南话影响的痕迹。
词汇方面，海丰占米话中的核心词部分，与广州话相同者所占比例最大；但在常用词方面，与海丰“福佬话”相同的词汇所占比例均高于其它二者，而与梅县话相同词的比例则一直偏低。

## 分化
据实际接触和有关资料了解，属深圳市的大鹏、南澳、龙岗、坪山、坪地、坑梓话，惠州的“本地话”，惠东县的多祝、铁涌、平海、港口、巽寮、稔山、吉隆、黄埠、盐州等镇和海豐縣的赤石、鲘门、小漠及梅陇镇南山的尖米话与海丰鹅埠尖米话的语音系统基本相同。
狭义粘米话按照音韵特征分为两派，一种是古惠州府海丰县杨安都以及归善县（今惠东、惠阳、龙岗）一带口音，一种是古广州府新安县大鹏卫所以及香港汀角一带口音。从地理上看，粘米话或大鹏话是方言孤岛，粘米话之所以支离破碎分布，与清初迁海令有关，惠州府沿海居民十室九空，粘米话变成仅在卫所一带居民使用；大鹏话与鹅埠粘米话相隔迢迢，但差异很小，证明了粘米话背后深厚的历史底蕴，以及粘米话内部的稳定性。潘家懿将粘米话分为两派--“粤味粘米”与“客味粘米”，客味粘米，指的就是惠州河源一带的东江流域本地话，粤味粘米指的就是沿海一带本地话。

## 分布範圍
占米话在东江沿岸中，惠阳区的水口、横沥，博罗县及惠东县大岭、多祝等地，都有使用占米话的人群。主要分布在惠东县铁涌镇溪美村、平海镇寨头村、巽寮镇的榄冲、牛栏山及吉隆镇汉塘等村、稔山镇的石井等地。
尖米话分布在汕尾市海丰县鹅埠镇的城内、上街、新厝、琵琶、水美、田寮背、大水田、锡坑、楼仔、蛟湖、石寨、下城、埕寮、旧村、牛湖、布心、杨安等村：赤石镇说占米话的居民主要集中在新联管区，所在村落包括江头、傅围、下围、横坑、上城、下城、汤湖、新厝林、角仔李、黄京铺、碗窑、洋坑、水口、南华塘、东围、松树等。
粘米话主要通行于深圳市坪山区石井街道田头社区矮岭、老围、上村、新曲4个村的吴姓家族和田心社区老围、对面喊、树山背等村的许姓、叶姓家族。粘米话又依地名而被称为“田头话”“田心话”。